# 이지피디에프에디터
이지피디에프에디터(ezPDF Editor)는 유니닥스 주식회사에서 개발한 PDF 편집기이다.

## 기능

### PDF 변환 및 병합
여러개의 문서 포맷을 하나의 PDF문서로 변환 및 병합

### 주석 관리 및 문서 편집 기능
PDF 문서에 첨부 파일, 이미지, 메모, 선 삽입

### 새로운 PDF 문서의 생성
페이지 변경 및 필요한 페이지를 추출하고, 텍스트, 멀티미디어를 PDF 문서로 생성

### 보안
외부로 노출하기 민감한 정보 및 개인 정보에 대해 블랙 마킹 처리를 하여 문서의 보안 유지에 활용할 수 있다.

### PDF 변환
한글문서(hwp), 텍스트(txt), HTML, 이미지(jpg) 등 다른 형식으로 저장